# كازوكي واتانابي
كازوكي واتانابي (باليابانية: 渡辺一樹) هو سباح ياباني، ولد في 12 يناير 1987.

## وصلات خارجية
- كازوكي واتانابي على موقع الاتحاد الدولي للسباحة (الإنجليزية)
- كازوكي واتانابي على موقع أوليمبيديا (الإنجليزية)